# The Anthem (canção de Jake Hamilton)
"The Anthem" é uma canção composta e gravada por Jake Hamilton no seu primeiro álbum de estréia, Marked by Heaven, lançado em 11 de maio de 2009.

## Versão de Fernandinho
"O Hino" é uma canção lançada pelo cantor e compositor brasileiro Fernadinho, como single do álbum Teus Sonhos. A versão da música foi feita pelo próprio Fernandinho, e "versa sobre a geração de inconformados com o mundo", segundo críticos.

### Paradas
| Paradas (2013)            | Melhor posição |
| ------------------------- | -------------- |
| Brasil (Billboard Gospel) | 26             |